# Clémentine Justine
 (décembre 2017).
Si vous disposez d'ouvrages ou d'articles de référence ou si vous connaissez des sites web de qualité traitant du thème abordé ici, merci de compléter l'article en donnant les références utiles à sa vérifiabilité et en les liant à la section « Notes et références ».
Clémentine Justine, née à Troyes dans l'Aube, est une actrice française, connue pour ses rôles dans diverses séries télévisées françaises depuis 2013.

## Biographie
Clémentine Justine effectue sa formation au Conservatoire de Rouen, dans la section art dramatique, puis au  Conservatoire royal de Bruxelles.
Elle incarne Maya Zarka dans le feuilleton télévisé La Vengeance aux yeux clairs sur TF1 en 2016
vie privée
Elle est  mariée depuis 2018 à Pierre. Ils ont un fils Louis.

## Filmographie

### Télévision
- 2013 : Interventions : Amandine Catala
- 2013 : Nos chers voisins : Nathalie
- 2014 : Alex Hugo : Vicky
- 2015 : Profilage
- 2016 : La Vengeance aux yeux clairs : Maya Zarka
- 2017 - en cours : On va s'aimer un peu, beaucoup..., série créée par Emmanuelle Rey-Magnan et Pascal Fontanille : Roxane
- 2021 : Tropiques criminels (Saison 2 épisode 2 Les salines) : Suzy Estier
- 2021 - en cours : Face à face de July Hygreck et Julien Zidi : Claire Sorel
- 2024 : À qui profite le doute ? de Stéphanie Tchou-Cotta : Leïla

### Publicité
Spots publicitaire pour Meetic[réf. nécessaire]